# La Parte de Sotoscueva
La Parte de Sotoscueva, también conocida como La Parte, es una localidad situada en la provincia de Burgos, comunidad autónoma de Castilla y León (España), comarca de Las Merindades, partido judicial de Villarcayo, ayuntamiento de Merindad de Sotoscueva.

## Geografía
En el valle del río Guareña, a 21 km de Villarcayo, cabeza de partido, y a 96 de Burgos. Estación de ferrocarril en la línea Bilbao-La Robla, a 2 km, en Sotoscueva; y hasta su desaparición la de Santelices en el ferrocarril Santander-Mediterráneo.

## Situación administrativa
En las elecciones locales de 2011 concurren las candidaturas de: Antton García López (PCAL) e Hilarío Gómez Sáinz (PP). Es nombrado alcalde Antton García López con 2 votos. Hilario Gómez Sáinz obtiene un voto y otro es declarado nulo. En las elecciones locales de 2007 correspondientes a esta entidad local menor concurre una sola candidatura encabezada por Fernando Duque Cuevas (TC) y Hilario Gómez Sáinz (PP).
Forma parte del Municipio Merindad de Sotoscueva, cuya capital es Cornejo. A su vez, forma parte de Concejo Mayor junto con sus localidades vecinas de Entrambosríos y Vallejo de Sotoscueva, y junto con Quisicedo, Villabáscones de Sotoscueva, Cueva, Quintanilla-Sotoscueva, Vallejo de Sotoscueva y Entrambosríos, forman Siete Juntas del Valle de Sotoscueva

## Demografía
En el censo de 1950 contaba con 117 habitantes, reducidos a 4 en 2004, los mismos que en 2007. Después de la pandemia mundial de 2020, el censo subió a 16 empadronados.

## Reseña histórica
Lugar, conocido entonces simplemente como La Parte, en el Partido de Valle de Sotoscueva uno de los seis que componían la Merindad de Sotoscueva, perteneciente al Corregimiento de las Merindades de Castilla la Vieja, bajo jurisdicción de realengo y regidor pedáneo.

## Parroquia
Agregado a Entrambosríos, dependiente de la parroquia de Cornejo en el Arcipestrazgo de Merindades de Castilla la Vieja, diócesis de Burgos